# Sendeanlage Taldom
Die Sendeanlage Taldom ist eine große Sendeanlage in Taldom in der Oblast Moskau, 110 Kilometer nördlich von Moskau.

## Geschichte
Der Bau der Sendeanlage wurde 1949 vom Ministerrat der UdSSR in Auftrag gegeben. Die Sendeanlage sollte gleichzeitig das Land großflächig versorgen, Auslandsprogramme abstrahlen und Feindsender aus dem Westen stören.
1951 begannen die Bauarbeiten, die Ortschaft Sewerny wurde eigens zur Unterbringung der Arbeiter neu errichtet. 1952 ging die Sendeanlage erstmals auf Sendung. 1984 konnte in Taldom der stärkste Rundfunksender der Welt in Betrieb genommen werden, der das erste Programm auf Langwelle mit einer Leistung von 2,5 MW verbreitete. Der Betrieb dieses Senders wurde 2014 aus Kostengründen eingestellt.

## Ausstattung
Die Sendeanlage Taldom besteht aus 30 verschiedenen Antennenanlagen, die ihrerseits aus 70 abgespannten Masten und 13 freistehenden Türmen bestehen. Der höchste Mast ist 257 m hoch. Von hier werden bzw. wurden Programme auf UKW, Langwelle und Kurzwelle verbreitet.

## Programme
Auf der Frequenz 261 kHz wurde das erste Programm, später Radio Rossii mit einer Sendeleistung von 2,5 MW ausgestrahlt. Diese Frequenz deckte aufgrund ihrer immensen Sendeleistung weite Teile des europäischen Teils von Russland ab. Nachdem bereits jahrelang lediglich der Reservesender mit einer deutlich niedrigeren Leistung genutzt wurde, wurde die Frequenz wurde 2014 aus Kostengründen endgültig abgeschaltet. Die Sendeanlage konnte nach Abschaltung des Senders Burg im Jahr 2000 in den Nachtstunden auch in Deutschland gehört werden.
Auf der Frequenz 153 kHz wurde das Jugendprogramm, später YuFM mit einer Sendeleistung von 300 kW ausgestrahlt. Die Frequenz wurde 2010 abgeschaltet, als die Verbreitung des Jugendprogramms über Mittelwelle generell beendet wurde; die Frequenz am Standort Taldom war die einzige Langwellenfrequenz Russlands, die das Jugendprogramm ausstrahlte.
Die ehemals umfangreichen Kurzwellenausstrahlungen der Stimme Russlands von diesem Standort wurden mit der Verlagerung der Auslandsversorgung auf andere Verbreitungswege (Internet, Satellit) weitestgehend eingestellt. Taldom strahlt weiterhin einen Zeitzeichensender (RBU) auf der Frequenz 66,66 kHz aus. Ferner dient die Sendeanlage als UKW-Sendeanlage für den Ort selbst.